# Liu Yukun
Liu Yukun (n. 12 aprilie 1997, Xi'an, Republica Populară Chineză) este un trăgător de tir ce a reprezentat Republica Populară Chineză, medaliat olimpic. A participat la o ediție a Jocurilor Olimpice (2024) în care a câștigat o medalie de aur.

## Participări
Lista de mai jos prezintă principalele competiții la care a participat Liu Yukun de-a lungul carierei.
- Tir la Jocurile Olimpice de vară din 2024 - pușcă trei poziții 50 m (masculin)